# 1 złoty wzór 1924
1 złoty wzór 1924 – moneta jednozłotowa, bita w srebrze, wprowadzona do obiegu 1 lipca 1924 r. (Dz.U. z 1924 r. nr 34, poz. 351), wycofana z obiegu 31 grudnia 1932 r. (Dz.U. z 1932 r. nr 74, poz. 674).
W niektórych opracowaniach z początku XXI w. jako data wprowadzenia złotówki do obiegu podawany był 19 stycznia 1925 r., a w innych tego samego autora – 31 maja 1924 r., czyli dzień wejścia w życie rozporządzenia o ustaleniu wzorów monet (Dz.U. z 1924 r. nr 45, poz. 476).
Monetę bito z datami rocznymi 1924 i 1925.

## Awers
W centralnym punkcie umieszczono godło – orła w koronie, poniżej rok emisji, dookoła napis „RZECZPOSPOLITA POLSKA” oraz znak mennicy – róg obfitości z lewej, pochodnia z prawej strony daty w przypadku mennicy w Paryżu, kropka po dacie rocznej w przypadku mennicy w Londynie.

## Rewers
Na tej stronie monety znajdują się półpostać kobiety z warkoczem na tle kłosów oraz cyfra „1" i napis „ZŁOTY”.

## Nakład
Monetę bito w srebrze próby 750, na krążku o średnicy 23 mm, masie 5 gramów, z rantem ząbkowanym, według projektu Tadeusza Breyera z wykorzystaniem na awersie orła Edmunda Bartłomiejczyka, w dwóch mennicach:
- francuskiej Hôtel des Monnaies w Paryżu (1924, 16 073 339 sztuk)
- brytyjskiej Royal Mint w Londynie (1925, 24 000 000 sztuk).

## Opis
Moneta była bita według ustroju monetarnego wprowadzonego rozporządzeniem Prezydenta Rzeczypospolitej Polskiej z dnia 20 stycznia 1924 r. (znowelizowanym w kwietniu tego roku), w którym stanowiono o biciu, według jednego wzoru, monet 1, 2, 5 złotych w srebrze próby 750 i wadze 5 gramów przypadających na 1 złoty. Ostatecznie według tego rozporządzenia do obiegu wprowadzono tylko monety jedno- i dwuzłotowe.
Zamówienie na bicie monet jednozłotowych wzór 1924 złożono do trzech mennic w: 
- Paryżu,
- Birmingham i
- Filadelfii.

Zamówienie złożone w Birmingham, ze względu na niską jakość dostarczonych przez brytyjską mennicę próbek, zostało przeniesione do Royal Mint w Londynie, gdzie zostało zrealizowane z datą roczną na monetach 1925. Zamówienie złożone w Filadelfii ostatecznie w ogóle nie zostało wykonane.
Pierwsze monety złotowe zaczęto wydawać w kasach Banku Polskiego dopiero 19 stycznia 1925 r., a od 25 stycznia rozpoczęto wymianę biletów zdawkowych, które w wyniku reformy walutowej Władysława Grabskiego krążyły w obiegu zamiast przewidzianych monet.
Złotówki z datą roczną 1924 z Paryża wybite zostały płytkim (płaskim) stemplem, przeciwnie niż te z datą roczną 1925 z Londynu, które wybito głębokim (wypukłym) stemplem.
Rozporządzeniem Prezydenta Rzeczypospolitej Polskiej z 5 listopada 1927 r. (Dz.U. z 1927 r. nr 97, poz. 855) zmieniono ustrój pieniężny, decydując między innymi o zastąpieniu monet jednozłotowych w srebrze monetami bitymi w niklu. W związku z tym, w roku 1928 rozpoczęto wycofywanie z obiegu monety 1 złoty wzór 1924. W ciągu dwóch następnych lat budżetowych wycofano z obiegu 63% całkowitego nakładu.
Stopień rzadkości szacowany dla obydwu roczników przedstawiony jest w tabeli:
| Rocznik      | Stopień rzadkości | Szacowana liczba egzemplarzy | Zdjęcie |
| ------------ | ----------------- | ---------------------------- | ------- |
| 1 złoty 1924 | R                 | 80 001–400 000               |         |
| 1 złoty 1925 | R                 | 80 001–400 000               |         |

## Wersje próbne
W katalogach podana jest informacja o wybiciu z datą 1924 próbnych wersji monety:
- w Paryżu, 15 sztuk z napisem „ESSAI” tzn. próba
- w Paryżu, 5 sztuk stemplem lustrzanym,
- w Birmingham, 5 sztuk z literką H po dacie rocznej.